# Kraftwerk Ankerlig
Das Kraftwerk Ankerlig ist ein Gasturbinenkraftwerk des staatlichen südafrikanischen Energieversorgers Eskom mit einer installierten Leistung von 1,338 GW in der Provinz Westkap. Das Kraftwerksareal befindet sich im Atlantis Industrial Township, etwa 40 Kilometer nördlich des Stadtzentrums von Kapstadt.
Der Name leitet sich aus dem Sprichwort om die anker te lig in Afrikaans ab, das als eine Metapher ungefähr zum Ausdruck bringt, sich von der Fessel der Armut unter Hinwendung zum Wohlstand zu befreien.
Die Anlage bestand bei der Betriebsaufnahme zunächst aus vier Gasturbinen mit einer Nennleistung von 149,2 MW. Ende 2007 wurden in einer zweiten Phase, die 2009 beendet wurde, weitere fünf Gasturbinen mit je 148,3 MW installiert. Das Kraftwerk ist auf die Verbrennung von Heizöl ausgelegt, kann aber bei Bedarf auf die Feuerung mit Erdgas umgestellt werden. Im Rahmen dieser Option wurde der Umbau in ein Gas-und-Dampf-Kombikraftwerk (Combined Cycle Gas Turbine-CCGT) untersucht. Die Stromeinspeisung in das südafrikanische Höchstspannungsnetz erfolgt mittels einer 400-kV-Leitung bis zur weiter südlich gelegenen Omega-Substation.